# フイピャーノ・ヴァッレ・イマーニャ
フイピャーノ・ヴァッレ・イマーニャ（伊: Fuipiano Valle Imagna  ( 音声ファイル)）は、イタリア共和国ロンバルディア州ベルガモ県にある、人口約200人の基礎自治体（コムーネ）。

## 地理

### 位置・広がり
ベルガモ県北西部、ヴァッレ・イマーニャのコムーネ。県都ベルガモから北北西へ21km、州都ミラノから北北東へ51kmの距離にある。

#### 隣接コムーネ
隣接するコムーネは以下の通り。
- ブルマーノ
- コルナ・イマーニャ
- ロカテッロ
- タレッジョ
- ヴァル・ブレンビッラ
- ヴェデゼータ

### 地震分類
イタリアの地震リスク階級 (it) では、3 に分類される
。

## 行政

### 山岳部共同体
広域行政組織である山岳部共同体「ヴァッレ・イマーニャ山岳部共同体」  (it:Comunità montana Valle Imagna)  （事務所所在地：サントモボーノ・テルメ）を構成するコムーネである。